# لاإنجابية

لاإنجابية (بالإنجليزية: Antinatalism)‏ هي توّجه فلسفي يعطي قيمة سلبية للقدوم للحياة أو الولادة.
في المحتوى العربي عادة يتم الخلط بين العقم واللاإنجابية حيث أن العقم هو حالة طبيعية خارجة عن إرادة الشخص. وكذلك يُخلط مع التبتل أو التعفف والتّي تعني عدم مُمارسة الجنس، لكن اللاإنجابية تعني رفض إحضار مواليد جُدد للحياة بإرادتك. هُناك العديد من الكتابات والرسائل والمصادر في هذا المجال من القدم أهمّها ما كُتب على قبر أبي العلاء المعّري "هذا جَنَاهُ أَبي عَلَيَّ وما جَنَيْتُ عَلَى أَحَدْ.

## المنظور الديني
تعاليم بوذا خلال 400 قبل الميلاد والتّي ترجمها هاري سينغ جور (1870 - 1949) كما يلي:
"الرجل يُحضر الأطفال مسّببا لهم وله التقدم في السن والشيخوخة والموت فلو فكّر لوهلة وأدرك حجم المُعاناة التّي سيزيدها بتصرفه لكان قد امتنع عن الإنجاب وبذلك يوقف دورة الشيخوخة والموت"